# Hard rock
Pour les articles homonymes, voir Hard rock (homonymie).
Genres dérivés
Heavy metal, glam metal, glam rock, boogie rock, punk rock, power pop, grunge
Genres associés
Rock psychédélique, blues rock, heavy metal, power pop et rock progressif
Le hard rock (également écrit hard-rock ; littéralement traduit « rock dur ») est un genre de rock apparu au milieu des années 1960 essentiellement aux États-Unis et au Royaume-Uni en même temps que les mouvements blues rock, garage rock et rock psychédélique. Il se caractérise par une forte utilisation de chants agressifs, de distorsions de guitare, guitare basse, et batterie ainsi que d'éléments blues, notamment au recours de gammes pentatoniques, le tout accompagné parfois de pianos et de claviers.
Il devient l'un des genres de rock les plus populaires dans les années 1970 avec des groupes comme Black Sabbath précurseur du heavy metal, Led Zeppelin, Deep Purple, Aerosmith, Kiss, Blue Öyster Cult, Rainbow, Thin Lizzy, AC/DC, Scorpions, The Who, Van Halen et Whitesnake. Dans les années 1980, certains groupes de hard rock se tournent vers un style plus pop rock. Le hard rock atteint un sommet commercial dans la deuxième moitié des années 1980 avec, d'une part, un nouvel engouement pour les groupes déjà établis et, de l'autre, des groupes comme Bon Jovi et Def Leppard, associés au glam metal, et Guns N' Roses, dont le son est plus brut. Le genre commence à perdre en popularité face au succès commercial du grunge et plus tard de la Britpop dans les années 1990. Malgré cela, de nombreux groupes de post-grunge adopte un son hard rock et, dans les années 2000, il y a un regain d'intérêt au sein des groupes établis. De nouveaux groupes de hard rock émergent du garage rock et du post-punk revival.
Par extension, l'expression « hard rock » est également utilisée pour désigner des genres comme le heavy metal, le punk rock et le grunge afin de les distinguer du pop rock.

## Caractéristiques

### Influences

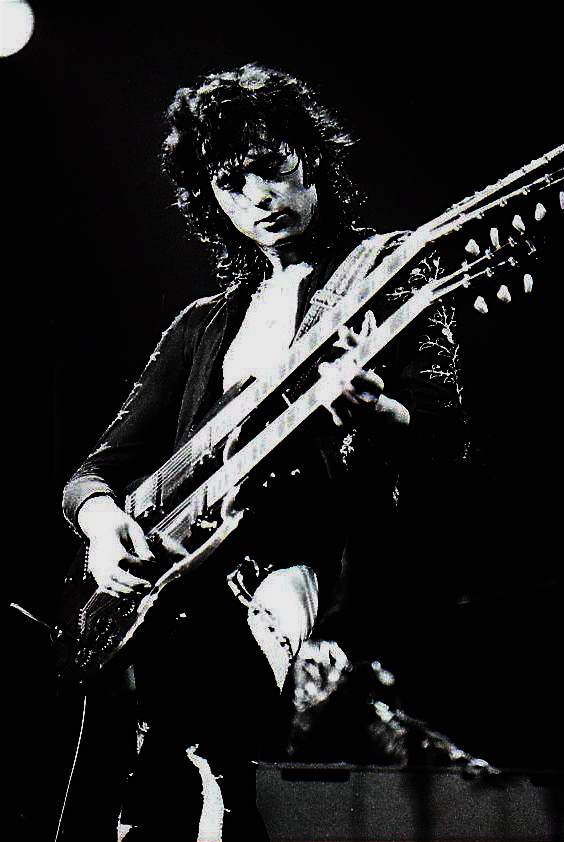
Jimmy Page interprète Stairway to Heaven avec une Gibson EDS-1275.

Le hard rock est issu du blues urbain, du rock britannique et du British blues. Il tire aussi ses influences du rock 'n' roll et du garage rock, remontant à Elvis Presley et les Beatles, tous des artistes également influencés par le blues américain. Les membres de Led Zeppelin, et plus particulièrement le guitariste Jimmy Page, se sont inspirés du blues américain de Muddy Waters et Skip James et du blues traditionnel de Howlin' Wolf. Les compositions d'AC/DC sont mesurées en mesure binaire et recourent aux gammes pentatoniques. Autant les riffs que les solos de guitares sont empruntés au blues ; d'ailleurs Angus Young cite des joueurs de blues et de rock 'n' roll comme B.B. King, Buddy Guy, Little Richard, John Lee Hooker et Jimi Hendrix par exemple.
Le blues constitue également la base de la musique de Jimi Hendrix. En effet, il reprend certaines techniques des grands bluesmen qui permettent de développer un jeu expressif, mais aussi leur langage harmonique où l'ambiguïté majeur/mineur joue un rôle important. Il fait, notamment, des reprises de blues de Albert King (Born Under a Bad Sign), B.B. King (Rock Me Baby), Elmore James (Bleeding Heart), Hubert Sumlin, le guitariste de Howlin' Wolf (Killing Floor) par exemple. Deep Purple amène des influences classiques au hard rock, notamment à travers l'organiste Jon Lord et le guitariste Ritchie Blackmore apportant un côté épique. Le rock psychédélique joue un grand rôle dans l'histoire du hard rock. Ce genre est représenté par les Pink Floyd et les Doors et se caractérise par des sons de guitares distordus, de longs solos et des compositions parfois complexes. Le hard rock est en même temps une déviance ou une radicalisation du rock psychédélique et de la culture hippie. On peut y inclure les groupes américains bruyants et répétitifs Ted Nugent, Amboy Dukes et Steppenwolf. D'autres grands pionniers du hard rock ont commencé comme membres de groupes de blues psychédéliques, y compris Black Sabbath, Deep Purple, Judas Priest et UFO,. Des artistes de hard rock comme Jeff Beck, Jimmy Page et Ritchie Blackmore sont également passés par le rock psychédélique.
Précurseurs du protopunk, certains groupes de hard rock comme les MC5 et les New York Dolls produisent un son volontairement sale et de mauvaise qualité caractéristique du garage rock. D'ailleurs, il n'est pas rare de retrouver cette caractéristique dans les premières productions de groupes de hard rock.
Le rock sudiste, un style exclusivement nord-américain, développe des sonorités le rapprochant parfois du hard rock, plus rarement du metal pour certaines formations. Le groupe le plus célèbre est celui des vétérans de Lynyrd Skynyrd, bien que d'autres formations aient pu rencontrer un grand succès dans les années 1970 (Allman Brothers Band, 38 Special, Point Blank) ou 1980 (Blackfoot, Molly Hatchet, ZZ Top). Issu de diverses musiques américaines (country, jazz, rock'n'roll, blues) auxquelles se mêle un son typique de heavy rock, le rock sudiste se caractérise par ses sonorités de slide guitar et l'alignement fréquent de trois à quatre guitaristes de front, permettant des combinaisons harmoniques et des dialogues très caractéristiques. Free Bird de Lynyrd Skynyrd, ou Highway Song de BlackFoot sont des titres emblématiques du genre.

### Musicalité
Le hard rock résulte d'une évolution de la musique de l'époque, tant au niveau de la technique qu'au niveau de son approche du son, au côté notamment du punk rock, du blues rock, du heavy metal et du glam rock. Son instrumentation se caractérise par l'emploi d'une ou deux guitares électriques, d'une guitare basse, d'une batterie ainsi que la voix. L'agressivité est due à la saturation des guitares. Ce son particulièrement riche en harmoniques et qui dégage une impression de puissance est obtenu en mettant le gain de l'amplificateur plus fort que le volume, ce qui provoque un écrêtage du signal : le signal électrique ne peut dépasser une valeur maximale et est par conséquent tronqué, ce qui provoque une distorsion du son. Jimi Hendrix travaillait avec son ingénieur pour créer de nouveaux sons en modifiant l'électronique ; ceci a donné naissance à des systèmes électroniques servant à modifier le son sans risquer d'endommager l'amplificateur.
Le hard rock repose essentiellement sur les power-chords, ou accords de puissance en français. Par exemple, le morceau  Back in Black (Mi 5, Ré 5, La 5) repose essentiellement sur ces power-chords. La technique du slide est répandue aussi dans le hard rock : elle consiste à faire glisser un doigt le long d'une corde sur le manche, afin de produire un effet de glissando, montant ou descendant. Le morceau I Love Rock 'n' Roll de Alan Merrill et Jake Hooker du groupe The Arrows illustre cette technique et fait également appel aux power-chords et aux bends, le tout saturé.
En raison de ces traits particuliers, une distinction spécifique s'est lentement dessinée entre heavy metal et hard rock. Si les deux s'appuient sur la mise en avant des guitares et sur une structure à base de riffs, le heavy metal diffère tout particulièrement du hard rock dans le fait que les structures harmoniques et mélodiques du blues sont remplacées par des progressions modales et des relations tonales instables (chromatisme, intervalles dissonants, progressions d'accords noyant l'orthodoxie tonale).
Une autre particularité sont les célèbres power ballad. Typiquement, une power ballad s'ouvre sur un air doux et mélodique, à la guitare ou au synthétiseur. Plus tard dans la chanson, souvent après le refrain, intervient la batterie. Le volume sonore et l'effet dramatique qui l'accompagne augmente encore avec l'ajout d'une guitare électrique en distorsion. La fin de la chanson peut être un paroxysme ou encore un retour au calme de l'ouverture.

### Thèmes abordés
Le hard rock aborde de nombreux thèmes tels que la science-fiction, la fantasy, la libre pensée mais aussi des thèmes humanitaires, sociaux ou environnementaux (cf. par exemple Rush et Jimi Hendrix). Les chansons de Queen et de Led Zeppelin réemploient beaucoup d'airs qui traitaient de romance, d'amour non partagé ou de conquête sexuelle, des thèmes courants du rock, du pop et du blues. Certains textes, en particulier ceux de Led Zeppelin, ont été considérés comme misogynes. Beaucoup de chansons évoquent également la religion (notamment celles d'Alice Cooper), la mort et la violence (If You Want Blood (You've Got It) d'AC/DC), la guerre (Civil War des Guns N' Roses) et les drogues, explicitement et implicitement comme Purple Haze de Jimi Hendrix.

### Différence avec le heavy metal
Durant les années 1970, à côté du hard rock, se développe un nouveau genre de rock dit « heavy metal », représenté par Black Sabbath puis notamment Judas Priest. En général, le hard rock s'inspire directement du blues et utilise des gammes pentatoniques mineures alors que le heavy metal s'oriente davantage vers des rythmiques lourdes et puissantes qui l'éloignent du shuffle. Certains groupes comme Judas Priest se sont radicalisés avec le temps, alors que leur musique au début de leur carrière pouvait parfois être assimilée au hard rock. L'émergence de ce nouveau style provoque une confusion entre le hard rock et le heavy metal. La distinction est parfois subtile. Beaucoup de groupes composent dans les deux genres comme Def Leppard et Mötley Crüe, tandis que d'autres comme AC/DC et Aerosmith restent fidèles au hard rock. La distinction entre hard rock et heavy metal est débattue depuis le milieu des années 1980 : l'expression « heavy metal » est redéfinie par Lester Bangs, critique du magazine Creem. Toutefois, cette distinction est sujette à controverses ; Lester Bangs est décédé peu après avoir livré sa définition et n'a eu pas le temps de la défendre et de l'affiner. Selon lui, le hard rock se définit avant tout comme une musique de la période 1968-1976 ; le heavy metal, lui, se définit par un certain nombre d'attributs stylistiques (look cuir, clous et badges) et par les thèmes des chansons tels que l'horreur et la science-fiction.
Cependant, il existe des exceptions à la règle chronologique : Guns N' Roses, groupe connu à la fin des années 1980, est généralement classé dans la catégorie hard rock. Le premier album de Black Sabbath, souvent considéré comme le premier album de heavy metal, sort dès 1969. L. Bangs lui-même classe le groupe Scorpions dans le heavy metal alors que ses membres ne possèdent aucun des attributs qu'il évoque (les membres de Scorpions préféraient clairement les foulards aux clous). De ce fait, comme le précisent très justement Jean-Marie Leduc et Jean-Noël Ogouz, « la distinction entre hard rock et heavy metal n'est plus aujourd'hui évidente »[source insuffisante].
L’Encyclopedia of Rock & Roll de Rolling Stone ne fait pas de distinction entre hard rock et heavy metal. Seule l'expression « heavy metal » est définie et englobe les composantes hard rock et heavy metal en faisant référence à la chanson de Steppenwolf, Born to Be Wild (1968) : « heavy metal thunder ». L'encyclopédie de Rolling Stone évoque toutefois les théories de Lester Bangs (qui fut également journaliste chez Rolling Stone), sans en tenir compte. L'expression « heavy metal » est déposée par le magazine américain National Lampoon[réf. nécessaire].
En France, le grand public ne connaissait jusque dans les années 1990 que l'expression « hard rock », « heavy metal » n'étant utilisé que par les connaisseurs. Depuis, le terme « metal » tout court s'impose[réf. nécessaire].

## Histoire

### Origines (années 1960)

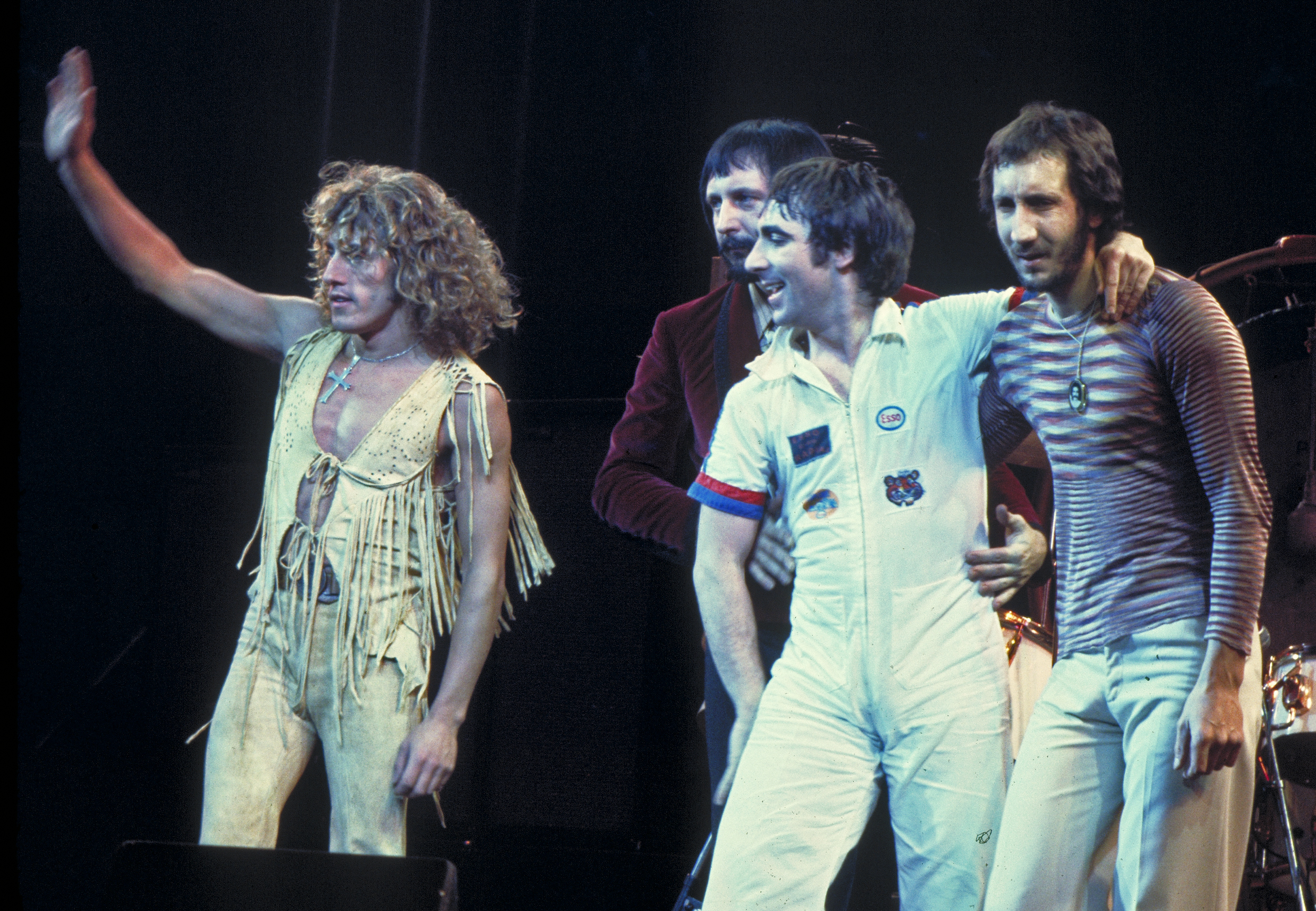
The Who en concert en 1975.

Comme précédemment évoqué, l'une des premières influences du hard rock est la musique blues, particulièrement le blues britannique. Des groupes de rock britanniques tels que Cream, The Rolling Stones, The Beatles, The Yardbirds, The Who et The Kinks modifient le rock en ajoutant un son puissant, des riffs de guitare et des voix fortes à leurs compositions. Il est intéressant d'écouter certains morceau des années 1960 tel que, You Really Got Me des Kinks, Happenings Ten Years Time Ago des Yardbirds, I Can See for Miles des Who ou Helter Skelter des Beatles pour avoir une idée de l’influence de ces enregistrement pour ce genre.
Un phénomène beaucoup plus marquant de l’influence du blues sur le hard rock fait partie de la fin de cette décennie. Après avoir accompagné quelques bluesmens, Jimi Hendrix s’émancipe et produit une forme de blues influencée par le rock psychédélique, combinée avec des éléments de jazz et de rock and roll, créant un genre nouveau. Il est un des premiers guitaristes à expérimenter toutes les sortes d’effets qu’il peut tirer de sa guitare. La maitrise du  feedback et l’utilisation de la fuzz sur des amplis poussés dans leurs derniers retranchements, sort la guitare de son rôle accompagnateur et la place à la tête de la production. Les notes se confondent, hurlent, n’en finissent plus de vibrer. Ce n’est pas encore du hard rock mais les premières pierres sont posées. Toujours durant cette décennie, Pete Townshend, de son côté, cherche à produire un son puissant pour ses guitares et fait appel à Jim Marshall pour améliorer le son de son ampli. On connaît le résultat, le son des amplis Marshall est indissociable de ce qui est le hard rock dans les décennies qui suivent.
On peut considérer que ce qui devient le hard rock, émerge avec des groupes britanniques de la fin des années 1960. Le premier réel coup porté sort tout droit des entrailles des Yardbirds avec le tout nouveau groupe rebaptisé de New Yardbirds en Led Zeppelin. Jimmy Page souhaite absolument faire ressortir la puissance de frappe de John Bonham pour l’enregistrement de leur premier album et, ce qui ne se fait pas encore à l’époque, il fait placer la batterie plus en avant dans la production. Cette idée est une révolution et l’enregistrement est boule de feu dans le domaine de la production musicale et, un album que tout le monde s’arrache. Le hard rock a son premier opus, sorti en décembre 1968.
Un enregistrement dans un style différent arrive dans de bacs le 10 octobre 1969. Un nouveau groupe sort un album qui ne laisse pas indifférent la chronique et le monde du rock en plaine effervescence. La Fuzz écrit de nouvelles lettres de noblesse au rock, non seulement sur les guitares mais aussi sur la voie et l’ambiance générale d’un morceau. 21st Century Schizoid Man ouvre la porte du premier album de King Crimson et les oreilles d’une génération encore bercée par les chansons de Joan Baez. Aucun enregistrement n’a atteint, jusque-là, une telle lourdeur sur les ondes radio.
Un autre combo vient compléter et étayer, dans cette période novatrice, ce qui devient le hard rock. Le groupe Black Sabbath fait ses premières armes en 1968. Leurs compositions s’orientent vers un style qui se veut sombre, sinistre, envoûté, ainsi la lourdeur du son, combiné à des accords de guitare minimaliste, noyés dans un brouillard de distorsion, fait son apparition. Le chant grinçant d'Ozzy Osbourne vient appuyer cette ambiance lourde et puissante.
De cette fin des années 1960 il est impossible d’ignorer un groupe qui complète la liste des pionniers du Hard rock. Deep Purple, après leurs albums Shades of Deep Purple (1968), The Book of Taliesyn (1968), et Deep Purple (1969), inspirés par un style plutôt psychédélique, prennent un tournant radical. Leur album In Rock, sorti en 1970, où la délicatesse n’est qu’un support à la puissance générale des compositions, allie tous les ingrédients de ce qui est l’essence même du Hard Rock. Cet album est une influence majeure du style.

### Première ère (années 1970)

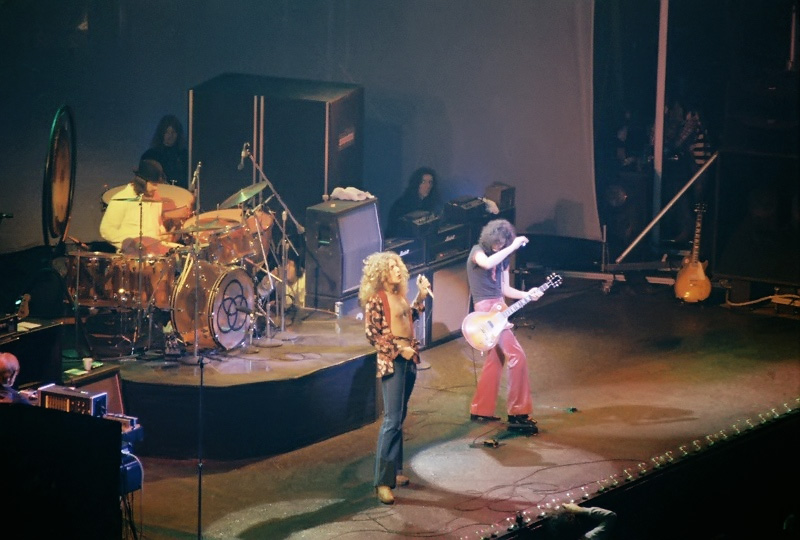
Led Zeppelin en concert à Chicago en 1975.

En 1970, Black Sabbath sort ce qui est considéré comme le premier album de heavy metal. La musique de Black Sabbath révolutionne le rock par ses paroles sombres, ses riffs puissants et son atmosphère lourde. Cette nouvelle approche transforme le hard rock de l'époque en la première forme de heavy metal. Les troisième et quatrième album de Led Zeppelin, Led Zeppelin III (1970) et Led Zeppelin IV (1971) furent plus orientés folk rock que les précédents. Le quatrième contient la chanson Stairway to Heaven, souvent considérée comme épique et même comme un classique du genre. Elle commence en acoustique pour progresser jusqu'à un hard rock énergique en près de huit minutes. Elle est devenue la chanson tirée d'un album la plus jouée par les radios.
Avec l'album In Rock, Deep Purple radicalise le hard rock. L'originalité vient des chorus orgue et guitare orientant le hard rock vers plus de virtuosité. Ce titre contient un autre archétype du hard rock, Child in Time. Le groupe continue avec Machine Head en 1972. Deux chansons de cet album ont un énorme succès : Highway Star (souvent considérée comme la première chanson de speed metal) et Smoke on the Water, dont le riff principal devint la signature du groupe et l'un des riffs les plus célèbres du rock. L'album live Made in Japan paru en 1972, est vu par certains comme le meilleur album live de l'histoire du hard rock. En 1972 et 1973, le pionnier du shock rock Alice Cooper connaît le succès avec ses albums School's Out et Billion Dollar Babies, qui rentreront dans le top 10 américain. Toujours en 1973, les groupes Aerosmith et Queen sortent leurs premiers albums et démontrent une direction plus large du hard rock avec un certain goût pour les power ballads. En 1974, Bad Company sort son premier album, et Queen sort son troisième album, Sheer Heart Attack, avec le morceau Stone Cold Crazy. Ce dernier influencera les premiers groupes de thrash metal nés au début des années 1980, tels que Metallica et Megadeth,. Queen mêle le hard rock au glam rock, au heavy metal, au rock progressif et même à l'opéra.
Kiss sort ses trois premiers albums Kiss (1974), Hotter Than Hell (1974) et Dressed to Kill (1975), achevant sa percée commerciale avec le double album live Alive! (1975). Kiss enchaîne ensuite les albums à succès : Destroyer (1976), Rock and Roll Over (1976), Love Gun (1977). Deep Purple s'oriente vers un hard rock teinté de blues et de soul avec l'album Burn en 1974. Dans le milieu des années 1970, Aerosmith sort les albums Toys in the Attic et Rocks, qui vont influencer des groupes aussi divers que Metallica, Guns N' Roses et Mötley Crüe,.

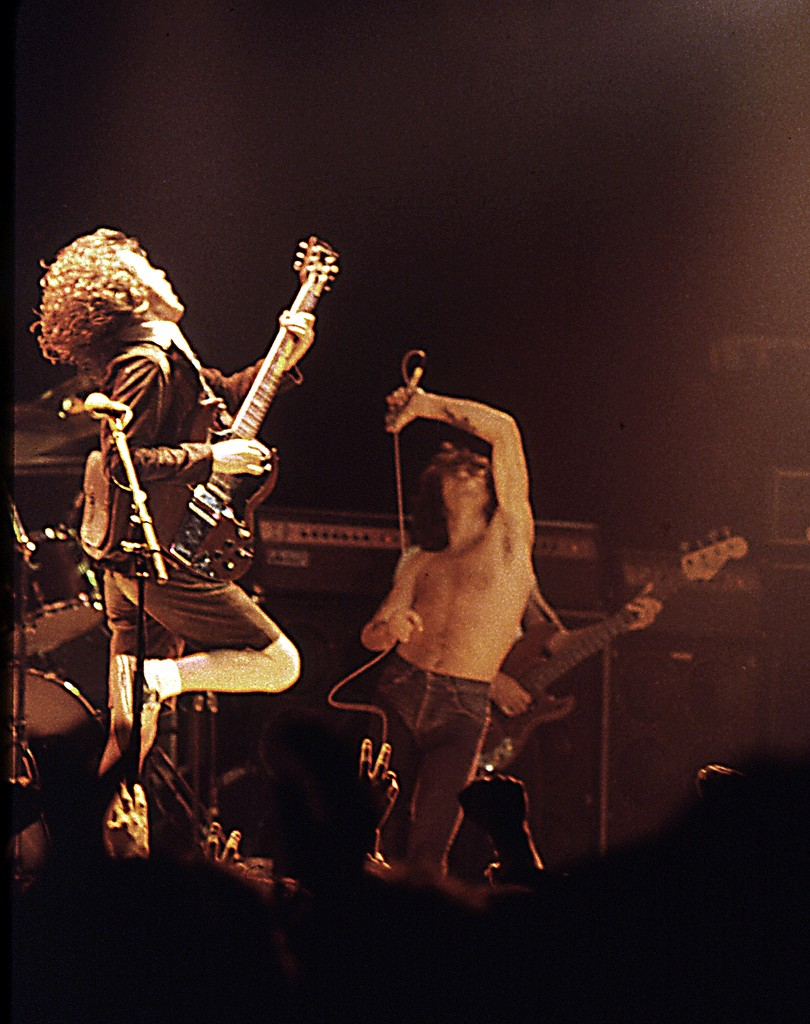
AC/DC en concert à Belfast en 1979.

En 1975, Alice Cooper entame sa carrière solo avec son album culte Welcome to My Nightmare, disque de hard rock jazzy très personnel souvent cité comme le plus représentatif de l'artiste. Pendant ce temps, le groupe australien AC/DC, dont les trois premiers albums sont sortis en 1975 et 1976, devient célèbre en Australie et commence à se faire connaître en Europe. En 1976, Deep Purple se dissout après la mort de Tommy Bolin, après avoir été tenté par le funk avec l'album Come Taste the Band. Ritchie Blackmore avec son groupe Rainbow dont le chanteur est Ronnie James Dio sort Rising. Ce disque teinté d'occultisme est nettement orienté vers ce qui deviendra le speed metal. La même année, le groupe Boston instaure les bases du hard FM en sortant son premier album, avec le titre More Than a Feeling. Le groupe Heart ouvre le genre aux femmes avec la sortie de leur premier album. En 1977, AC/DC sort Let There Be Rock avec le nouveau bassiste Cliff Williams, grand succès au Royaume-Uni qui deviendra un classique du rock.

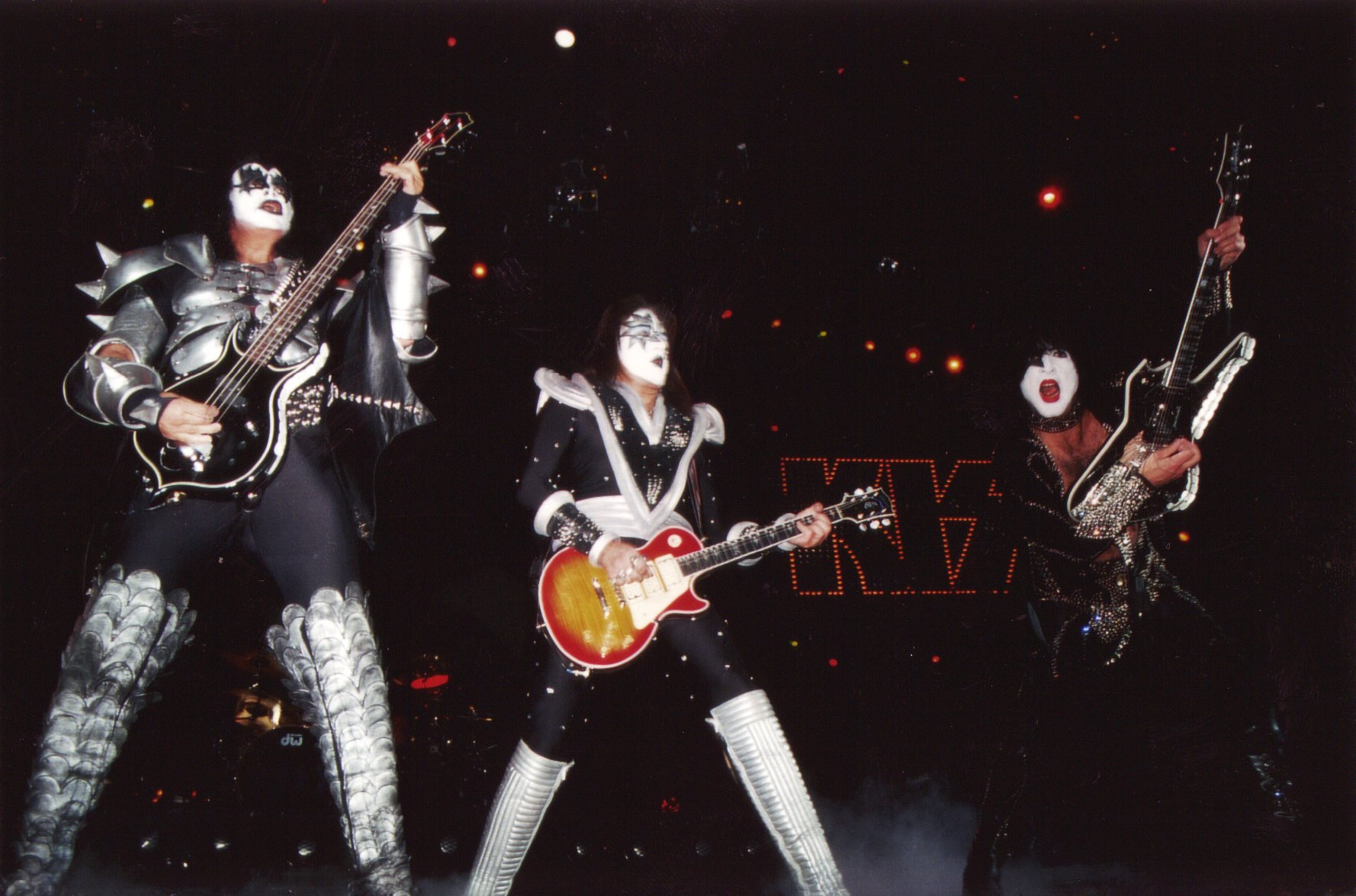
Kiss sur scène en 1999.

En 1976, Kiss sort Destroyer qui se vend à environ 2 millions d'exemplaires, rien qu'en précommande. L'année suivante, Kiss sort Love Gun, un succès sans précédent dont la chanson du même nom est aujourd'hui considérée comme un classique du groupe. En 1978, le batteur de The Who, Keith Moon, meurt d'une overdose dans son sommeil. Avec la montée du disco aux États-Unis et du punk rock au Royaume-Uni, le hard rock commence à perdre sa popularité. Le disco s'adresse à un public plus large, tandis que le punk attire le public rebelle que séduisait jusqu'alors le hard rock. Van Halen fait son apparition et devient un groupe incontournable du hard rock avec leur premier album. Leur musique est basée essentiellement sur les compétences du guitariste Eddie Van Halen, qui introduit une nouvelle technique appelée le tapping. Cette technique, qui influencera tant d'autres, est utilisé dans la chanson Eruption. Le tapping est utilisé par quelques guitaristes de l'époque dont Ace Frehley de Kiss, qui participe aux débuts de la technique sur l'album Alive II (1978). La même année est formé Great White à Los Angeles. Moins hard rock que Van Halen ou AC/DC, le groupe se tourne vers un hard rock plus bluesy.
En 1979, Scorpions, qui a déjà sorti plusieurs albums, se sépare de son guitariste virtuose Ulrich Roth et engage Matthias Jabs au jeu moins baroque et plus moderne, proche de celui de Van Halen. Il en résulte l'album Lovedrive, pivot de la carrière du groupe, qui va le lancer sur la scène internationale et notamment aux États-Unis. À partir de cette date, le succès de Scorpions va aller sans cesse en grandissant. Au même moment, Kiss sort Dynasty dont la chanson I Was Made for Lovin' You est souvent considérée comme du « hard-disco ». Cet album sera un hit planétaire et se vendra à plus de 10 millions d'exemplaires seulement aux États-Unis.
La même année, le groupe australien AC/DC sort l'un de ses plus grands albums, Highway to Hell, premier succès du groupe aux États-Unis. AC/DC est l'un des meilleurs exemples de la difficulté qu'il y a à différencier hard rock et heavy metal. Leur musique est tellement empreinte de blues qu'il est difficile de les classer dans le heavy metal. Leur son hard rock deviendra toutefois de plus en plus dur à partir de Highway to Hell. L'année suivante, l'album Back in Black frise le heavy metal traditionnel. Les deux albums suivants, For Those About to Rock We Salute You (1981) et Flick of the Switch (1983), sont encore plus durs, plus heavy mais seul The Razors Edge, sorti en 1990, pourrait réellement être qualifié de heavy metal.

### Deuxième ère (années 1980)
Après la mort du batteur John Bonham, en 1980, Led Zeppelin se sépare. De même, durant la même année, le chanteur d'AC/DC, Bon Scott, perd la vie. Avec ces décès, la première vague des groupes de hard rock « classiques » prend fin. Certains groupes, tels que Queen, s'éloignent de leurs racines hard rock pour s'orienter vers le pop-rock. AC/DC recrute un nouveau chanteur, Brian Johnson, et sort l'album Back in Black, qui connaitra un succès énorme. Back in Black est encore le deuxième album le plus vendu au monde tous genre de musique confondus juste derrière Thriller de Michael Jackson. Ozzy Osbourne, l'ancien chanteur de Black Sabbath, sort son premier album solo, Blizzard of Ozz, avec la collaboration du guitariste américain Randy Rhoads.
En 1981, un groupe américain, Mötley Crüe, sort Too Fast for Love, qui suscite un intérêt pour le style glam metal. Un an après, le style se propage, mené par des groupes tels que Twisted Sister et Quiet Riot. Pendant ce temps en Europe, Scorpions enregistre l'album Blackout qui sortira en 1982, et sera nommé « meilleur album de hard rock de l'année. » C'est cet album, mélange de hard rock mélodique et de guitares plus lourdes, qui va véritablement les placer sur le devant de la scène hard rock. En 1983, Def Leppard, un groupe anglais, sort l'album Pyromania, qui atteignit la seconde place des charts américains. Leur musique était un mélange de glam rock et de heavy metal et a influencé beaucoup de groupes de glam rock et de hard rock des années 1980. La même année, Mötley Crüe sort l'album Shout at the Devil, qui devient un énorme succès.
L'album de Van Halen, 1984, devint un énorme succès, percutant ainsi la seconde place du Billboard album charts. En particulier, la chanson Jump atteint la première place du singles chart (où elle est restée pendant plusieurs semaines) et est considérée comme l'une des chansons rock les plus populaires jamais écrites. Cependant, 1984 était aussi le premier à inclure des constantes et répétitives utilisations de claviers et de synthétiseurs, marquant un éloignement de leurs origines basées sur le jeu de guitare. Cette même année, Scorpions sort l'album qui va le placer au summum de son succès: Love at First Sting, qui contient la chanson qui deviendra un classique du hard rock et du heavy metal, Rock You Like a Hurricane. La ballade Still Loving You sera un succès planétaire, et peut être encore souvent entendue à la radio.
Le milieu des années 1980 voit l'apogée de groupes de hard rock plus ou moins glam, à caractère FM tels que Ratt ou Autograph, qui ne connaîtront néanmoins qu'un succès mitigé en Europe. En effet, la grande scène hard rock se déroule aux États-Unis, perçus comme une terre promise pour la majorité des grands groupes de rock britanniques ayant déjà profondément percé dans les charts. En 1984, Deep Purple se reforme et connaît un grand succès avec l'album Perfect Strangers.

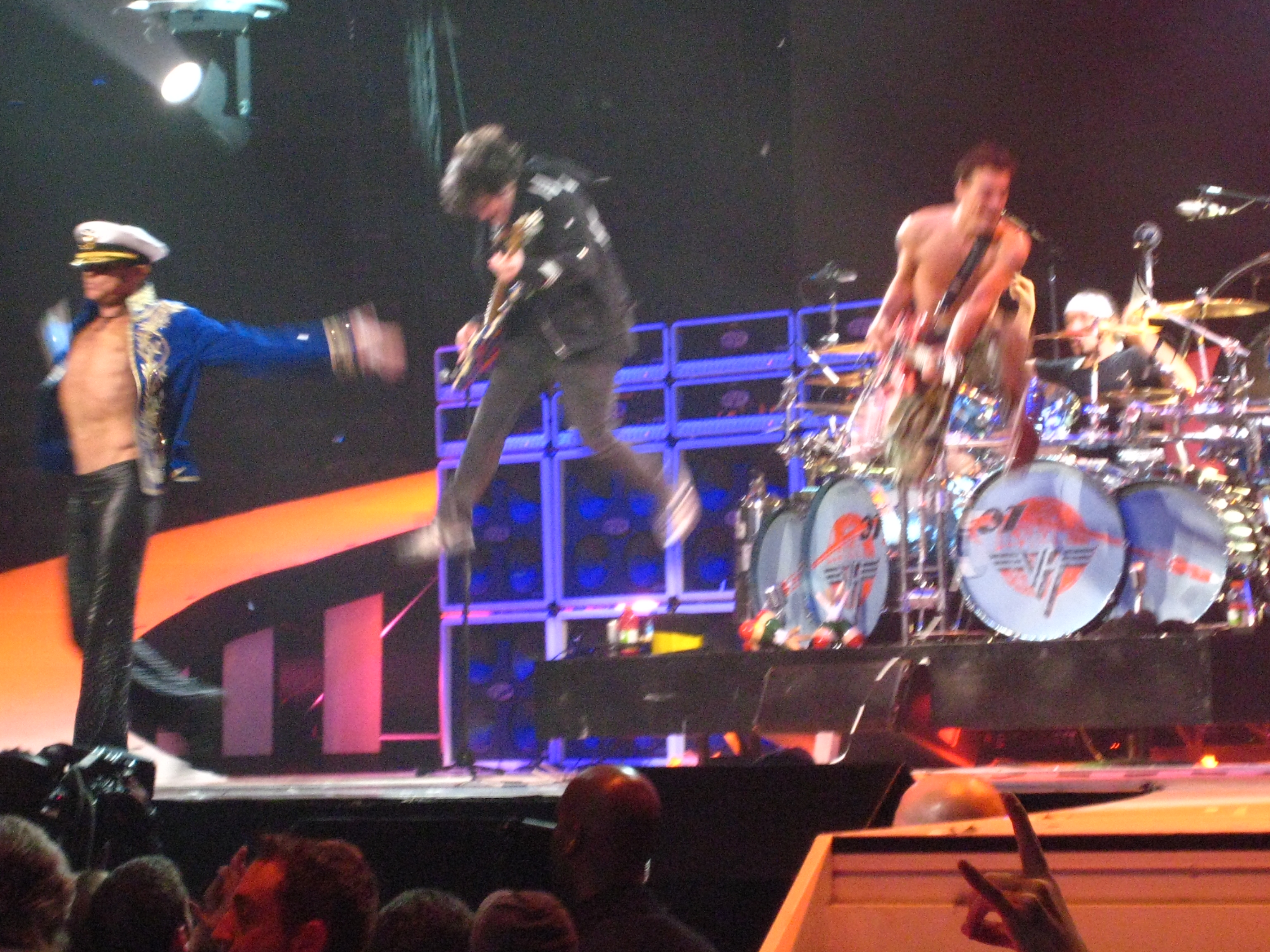
Van Halen jouant la chanson Jump en 2007.

La fin des années 1980 voit la période où le hard rock axé FM a le plus de succès commercial. De nombreux albums hard FM sont classées dans le top des charts. Un de ces hits était l'album Slippery When Wet (1986) de Bon Jovi, qui a occupé un total de 8 semaines au top du Billboard 200 et devint le premier album hard rock à frayer trois singles du Top 10, dont deux ayant atteint la première place. En plus, la chanson populaire The Final Countdown du groupe suédois Europe sort en 1986. Après une série d'albums expérimentaux fort peu médiatiques et une cure de désintoxication de l'alcool, Alice Cooper entame son retour sur le devant de la scène en 1986 et 1987, avec deux albums radicalement orientés hard rock (Constrictor et Raise Your Fist and Yell). En 1987, les plus gros succès dans les charts étaient Appetite for Destruction des Guns N' Roses, Hysteria de Def Leppard, et Girls, Girls, Girls de Mötley Crüe. Cette année est aussi marquée par le grand retour d'Aerosmith, avec l'album Permanent Vacation.
En 1988 et 1989, les succès les plus notables étaient New Jersey de Bon Jovi, Pump d'Aerosmith, et Dr. Feelgood de Mötley Crüe. New Jersey engendre cinq singles classés dans le Top 10 des singles, mais le record de singles pour un album de hard rock est détenu par Hysteria (sorti en 1987) de Def Leppard, avec sept singles. En 1989, Skid Row sort son premier album. Il atteindra la sixième place dans le Billboard.

### Troisième ère (depuis les années 1990)

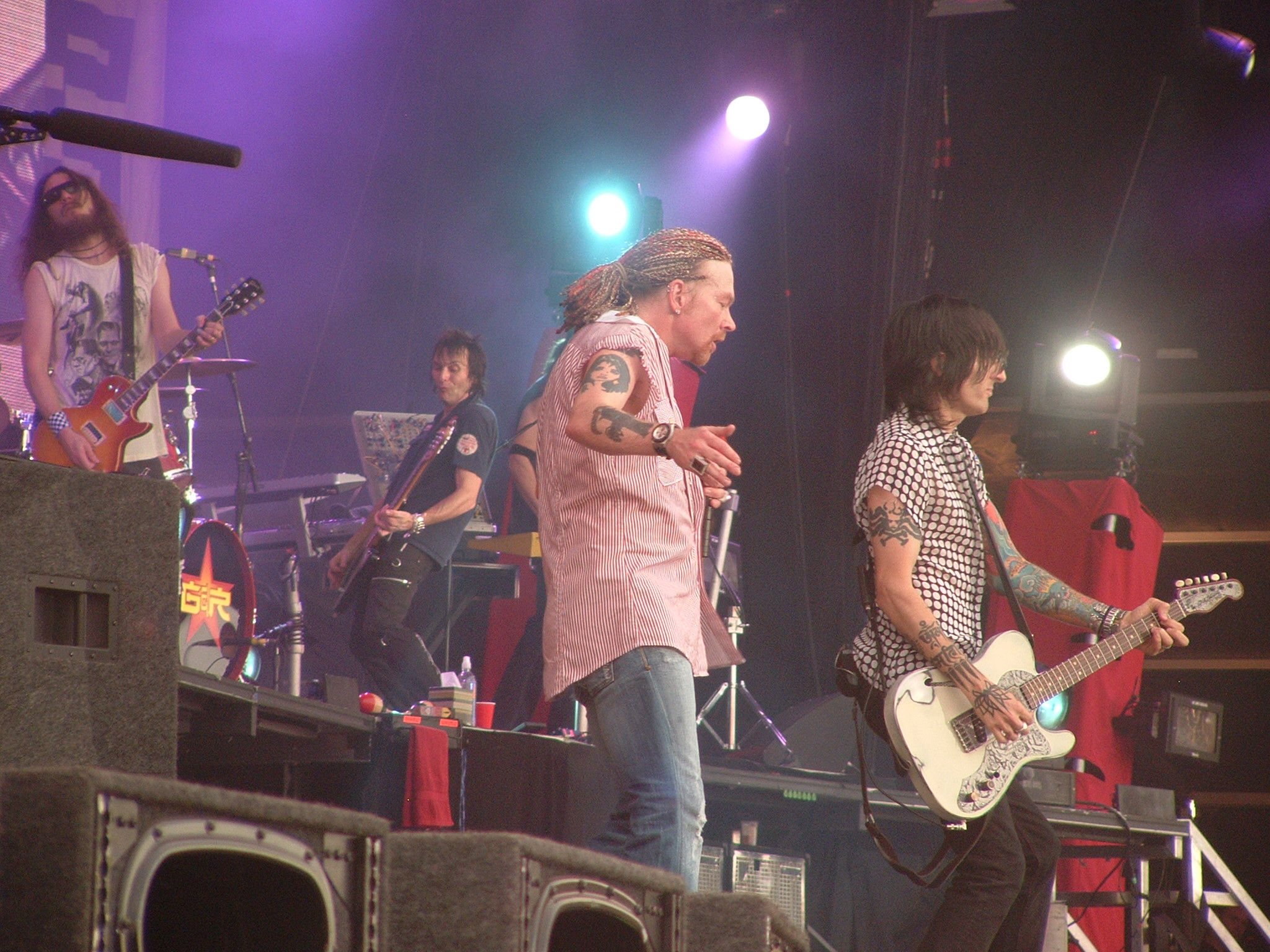
Guns N' Roses en concert en 2006.

Le début des années 1990 fut dominé en premier lieu par les Guns N' Roses et AC/DC. Le disque The Razors Edge de AC/DC en 1990, et les disques Use Your Illusion I et Use Your Illusion II des Guns N' Roses en 1991 accentuent leur popularité, alors même que l'album d'Alice Cooper, Trash, sorti en 1989, rencontre un franc succès médiatique et qu'Aerosmith sort en 1993 Get a Grip, leur disque le plus vendu suivi d'une très grande tournée à travers le monde. Crazy World est le dernier grand succès de Scorpions, propulsé par le succès du hit Wind of Change (numéro 1 dans onze pays). Mais cette popularité s'estompa, rendant la musique et les attitudes plus décadentes et auto-indulgentes.
En 1991, ce déclin fera éclater une nouvelle forme de rock dure dans la scène musicale : le grunge, un combiné de rock alternatif, punk hardcore et de heavy metal, utilise un son issu de guitares lourdes à distorsion, du fuzz et du feedback. Bien que la plupart des groupes grunge avaient un son qui contrastait nettement avec le hard rock (par exemple Nirvana, Mudhoney et L7), une minorité (par exemple Pearl Jam, Mother Love Bone, Temple of the Dog et Soundgarden) était très influencée par le rock et le metal des années 1970 et 1980. Cependant, tous les groupes grunge esquivaient le machisme et le style axé sur la mode du hard rock de l'époque. Parmi les plus grands groupes de hard rock formés au début des années 2000, on peut compter les supergroupes Velvet Revolver et Audioslave. Audioslave était composé des instrumentistes du groupe de metal Rage Against the Machine et de l'ancien chanteur de Soundgarden, jusqu'à sa dissolution en 2007. Et Velvet Revolver était composé des ex-membres des Guns N' Roses avec le chanteur de Stone Temple Pilots. Les années 2000 verront aussi les réunions de plusieurs groupes de hard rock s'étant dissous auparavant comme Led Zeppelin, Stone Temple Pilots, Living Colour ainsi que les réunions d'anciennes formations de groupe de hard rock comme Van Halen et Black Sabbath.

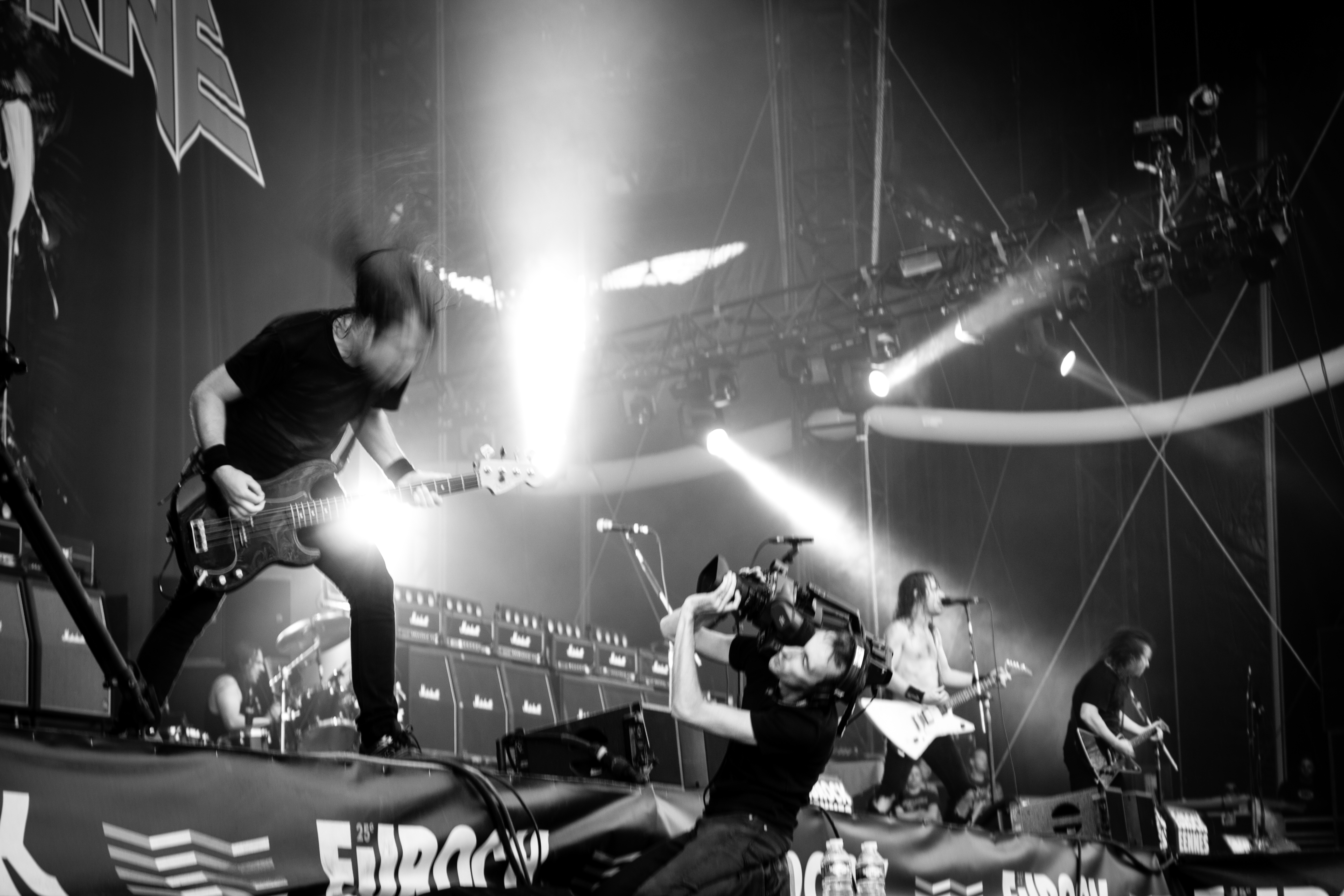
Airbourne - Eurockéennes de Belfort 2013

Malgré tout, de nouveaux groupes sont apparus sur la scène entre 2000 et 2010, tels que le groupe australien Airbourne, considéré par certains comme les descendants d'AC/DC et ayant sorti son premier album, Runnin,Wild, en 2008. Avec des riffs accrocheurs, ils furent largement acclamés par la presse mondiale. Un peu plus loin dans le temps, on retrouve le groupe britannique The Darkness, controversé car considéré comme un groupe comique imitant les traits du glam metal et du hard rock : le groupe fut tout de même reconnu par certains comme digne successeur du mouvement hard rock, d'autant qu'il était capable de riffs très accrocheurs et heavy. Malheureusement, le groupe se sépare à la suite des problèmes de drogues du leader Justin Hawkins. Le groupe Australien Wolfmother est lui aussi considéré unanimement comme un digne descendant des premiers groupes de hard rock tels que Deep Purple, Led Zeppelin et Black Sabbath.

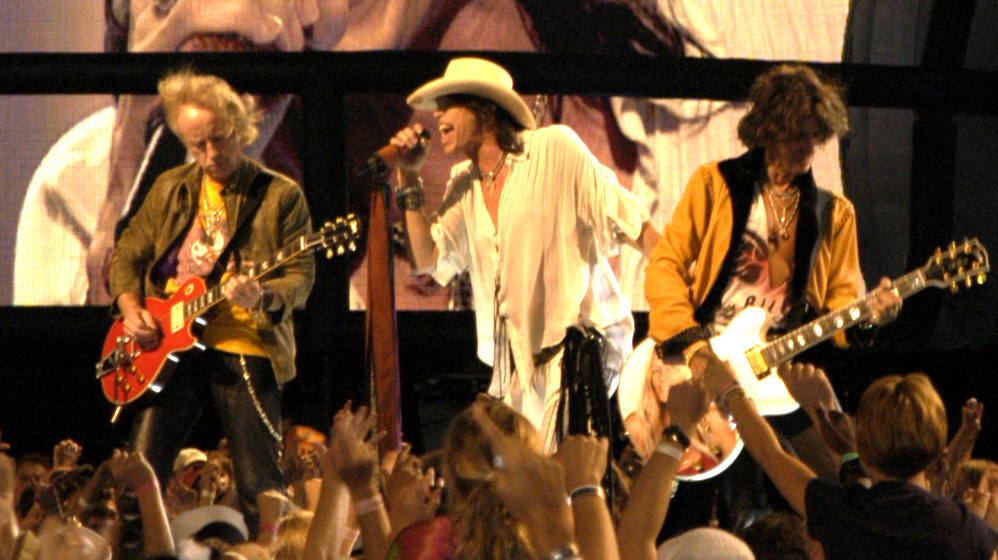
Aerosmith en concert à Washington en 2001.

Quelques groupes de hard rock des années 1970 et 1980 réussissent à maintenir le grand succès de leurs carrière dans toutes les années 1990 et 2000 en se ré-inventant constamment et en explorant différents styles musicaux, à savoir Aerosmith, Bon Jovi, et AC/DC. Depuis Pump en 1989, Aerosmith sort deux albums no 1 multi-platines : Get a Grip en 1993 et Nine Lives en 1997. Get a Grip engendre quatre singles dans le Top 40 et devient l'album le mieux vendu du groupe dans le monde entier, passant aux ventes d'environ 20 millions d'exemplaires. En plus, Aerosmith sort un album platine no 2, Just Push Play (2001), lequel voit le groupe faire une incursion en outre dans la pop, et un album de reprises de blues, Honkin' on Bobo, lequel reçoit le no 5 en 2004.
En outre, depuis le début des années 1990, Aerosmith atteint huit singles dans le Top 40 (incluant le hit no 1 I Don't Want to Miss a Thing en 1998). Bon Jovi sort cinq albums qui atteignent le statut de platine ou mieux et aussi atteint huit singles dans le Top 40 depuis New Jersey en 1988. En outre, avec leur vrai retour au hard rock avec des chansons comme Keep the Faith et It's My Life, Bon Jovi atteint le succès dans le genre « adulte contemporain », avec les ballades du Top 10 Bed of Roses (1993) et Always (1994) et également dans le country avec Who Says You Can't Go Home, qui atteignent le no 1 dans le Hot Country Singles chart en 2006 et l'album country/rock Lost Highway qui atteint le no 1 en 2007. En 2009, Bon Jovi sort un autre album no 1, The Circle. Depuis le multi-platine The Razors Edge en 1990, AC/DC sort deux albums doubles platines #1, Ballbreaker (1995) et Black Ice (2008), ainsi que le disque de platine Stiff Upper Lip (2000). Tous ces groupes reçoivent des Grammy Awards pour leur travail durant cette période de temps et tous ces groupes continuent à faire des tournées à succès. En 2013, Black Sabbath se reforme. Deep Purple continuant à tourner dans le monde entier, en restant populaire voit le succès de leur album Now What!.

### Tableau général
Filiation des formations de hard rock de 1968 à 2000

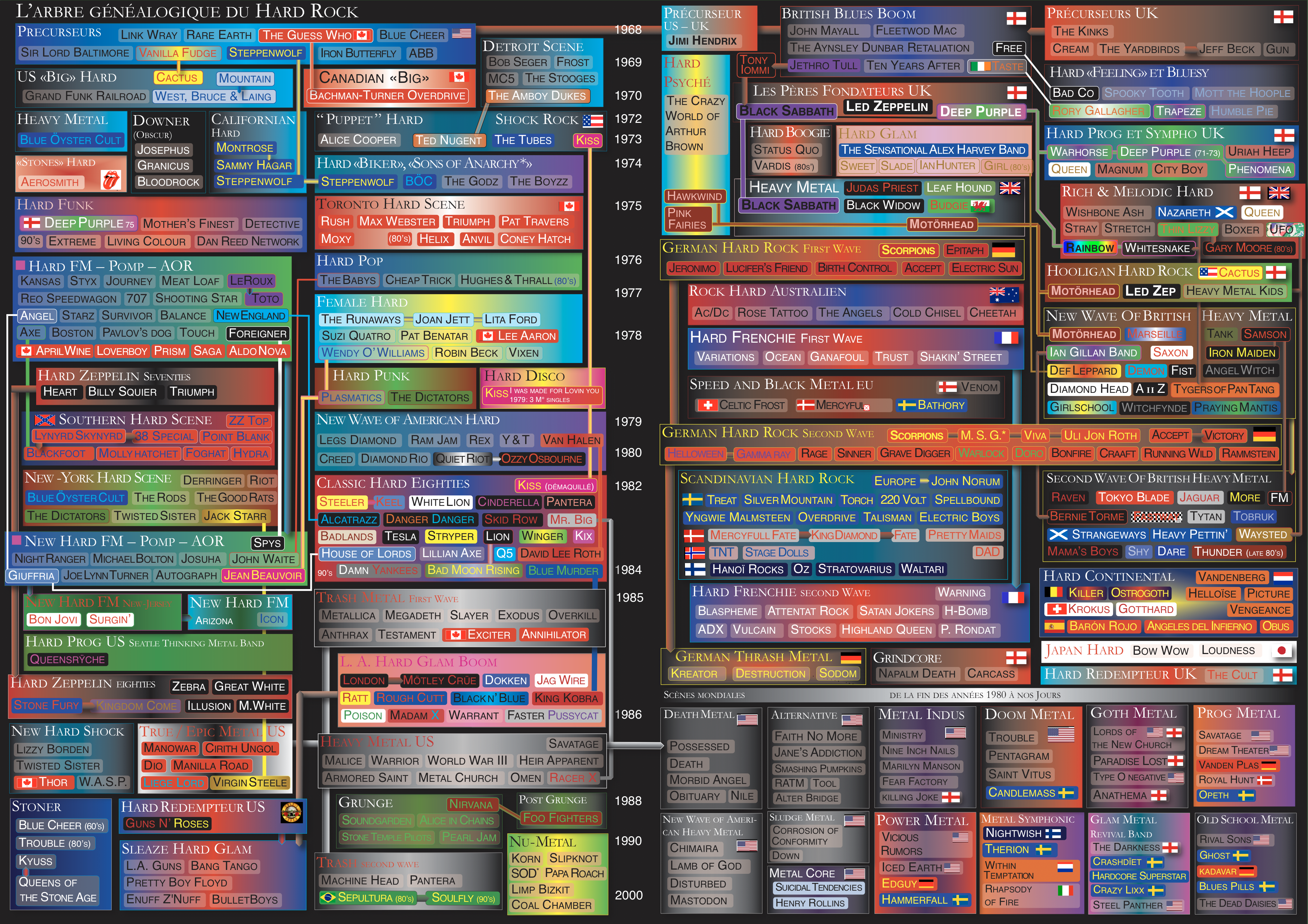
Tableau synthétique de la filiation des formations de hard rock de 1968 à 2000